# Palo Gordo
Palo Gordo también conocido como Ejido Nopalillo, es una localidad de México localizada en el municipio de Metepec en el estado de Hidalgo.

## Geografía
Se encuentra en la región geográfica del Valle de Tulancingo; a la localidad le corresponden las coordenadas geográficas 20°12′47.399″ de latitud norte y 98°17′47.838″ de longitud oeste, con una altitud de 2193 m s. n. m. Cuenta con un clima templado subhúmedo con lluvias en verano, de humedad media.
En cuanto a fisiografía se encuentra en la provincia de la Eje Neovolcánico, dentro de la subprovincia de Sierras y Llanuras de Querétaro e Hidalgo; su terreno es de llanura. En lo que respecta a la hidrografía se encuentra posicionado en la región del Pánuco, dentro de la cuenca el río Moctezuma, y en la subcuenca del río Metztitlán.

## Demografía
En 2020 registró una población de 1041 personas, lo que corresponde al 7.96 % de la población municipal. De los cuales 458 son hombres y 583 son mujeres.
| Gráfica de evolución demográfica de Palo Gordo entre 1900 y 2020 |
|                                                                  |
| Población registrada por los censos y conteos del INEGI.         |